# كأس الاتحاد الإنجليزي 1963–64
كأس الاتحاد الإنجليزي 1963–64 (بالإنجليزية: 1963–64 FA Cup)‏ هو الموسم 83 من  كأس الاتحاد الإنجليزي. الذي يشرف على تنظيمه الاتحاد الإنجليزي لكرة القدم، وكان عدد الأندية المشاركة فيه  375، وفاز فيه وست هام يونايتد.